# Gaston Mercier
Gaston Antoine Mercier (Parijs, 5 juni 1932 - Bussières 4 juli 1974) was een Frans roeier. Mercier maakte zijn debuut op de Olympische Zomerspelen 1952 en won samen met Raymond Salles & Bernard Malivoire als stuurman de gouden medaille in de twee-met-stuurman. Vier jaar later was Mercier onderdeel van de vier-zonder-stuurman en won hij de bronzen medaille tijdens de Olympische Zomerspelen 1956. Tijdens de Olympische Zomerspelen 1960 behaalde Mercier de vierde plek in de acht.
Hij overleed ten gevolge van een hartaanval.

## Resultaten
- Olympische Zomerspelen 1952 in Helsinki  in de twee-met-stuurman
- Olympische Zomerspelen 1956 in Melbourne  in de vier-zonder-stuurman
- Olympische Zomerspelen 1960 in Rome 4e in de acht

1900: François Brandt & Roelof Klein ·
1920: Ercole Olgeni & Giovanni Scatturin & Guido de Filip ·
1924: Édouard Candeveau & Alfred Felber & Émile Lachapelle ·
1928: Hans Schöchlin & Karl Schöchlin & Hans Bourquin ·
1932: Joseph Schauers & Charles Kieffer & Edward Jennings ·
1936: Gerhard Gustmann & Herbert Adamski & Dieter Arend ·
1948: Finn Pedersen & Tage Henriksen & Carl Ebbe Andersen ·
1952: Raymond Salles & Gaston Mercier & Bernard Malivoire ·
1956: Arthur Ayrault & Conn Findlay & Armin Kurt Seiffert ·
1960: Bernhard Knubel & Heinz Renneberg & Klaus Zerta ·
1964: Edward Ferry & Conn Findlay & Henry Kent Mitchell ·
1968: Primo Baran & Renzo Sambo & Bruno Cipolla ·
1972: Wolfgang Gunkel & Jörg Lucke & Klaus-Dieter Neubert ·
1976: Harald Jährling & Friedrich-Wilhelm Ulrich & Georg Spohr ·
1980: Harald Jährling & Friedrich-Wilhelm Ulrich & Georg Spohr ·
1984: Carmine Abbagnale & Giuseppe Abbagnale & Giuseppe Di Capua ·
1988: Carmine Abbagnale & Giuseppe Abbagnale & Giuseppe Di Capua ·
1992: Jonathan Searle & Gregory Searle & Garry Herbert